# Cindy Williams
Cindy Williams, właściwie Cynthia Jane Williams (ur. 22 sierpnia 1947 w Los Angeles, zm. 25 stycznia 2023 tamże) – amerykańska aktorka i producentka filmowa i telewizyjna. Została nominowana do nagrody BAFTA i nagrody Złotego Globu. Uhonorowana gwiazdą na Hollywoodzkiej Alei Gwiazd.

## Filmografia

### Filmy fabularne
- 1971: Jedźmy przed siebie (Drive, He Said) jako menedżerka dziewczyny
- 1972: Podróże z moją ciotką (Travels with My Aunt) jako Tooley
- 1973: Amerykańskie graffiti (American Graffiti) jako Laurie
- 1974: Rozmowa (The Conversation) jako Ann
- 1979: Więcej amerykańskiego graffiti (More American Graffiti) jako Laurie Bolander
- 1991: Mój przyjaciel Bingo (Bingo) jako Natalie Devlin
- 1994: Piekło Teresy Stamper (Escape from Terror: The Teresa Stamper Story, TV) jako Wanda Walden
- 2012: Stealing Roses jako Rose

### Seriale TV
- 1968: Hawaii Five-O jako Sue Reynolds
- 1976: Laverne & Shirley jako Shirley Feeney-Meaney
- 1982: Mork i Mindy jako Shirley (głos)
- 1994: Nowe przygody Supermana jako Wandamae
- 1995: Magiczny autobus jako Gerri Poveri (głos)
- 1996: Dotyk anioła jako Claire
- 1998: Kocham tylko ciebie (For Your Love) jako Ronnie
- 2001: Nagi patrol jako Bobbi
- 2002: Siódme niebo jako wicedyrektorka Val
- 2002: Prawie doskonali (Less Than Perfect) jako pani Joan Casey
- 2003: 8 prostych zasad (8 Simple Rules) jako Mary Ellen Doyle
- 2004: Prawo i porządek: sekcja specjalna jako Nora Hodges
- 2007: Drive jako matka domu
- 2013: Sam i Cat jako Janice Dobbins
- 2016: Dziwna para